# 그리고리 롯첸코프
그리고리 미하일로비치 롯첸코프(러시아어: Григорий Михайлович Родченков, 1958년 10월 24일 ~ )는 러시아 반도핑 기구(RUSADA) 산하 모스크바 반도핑 연구소의 소장을 역임했던 인물로 러시아에서 일어난 국가 차원의 도핑 프로그램에 관여한 것으로 알려져 있다.
세계 반도핑 기구(WADA) 독립위원회는 2015년 11월에 롯첸코프가 "약물 양성 검사 은폐의 핵심"이라며 그가 양성 검사 은폐와 소변 샘플 1,417개를 파괴하는 과정에 직접 관여했다고 판단했다. 롯첸코프는 2016년에 미국 《뉴욕 타임스》와의 인터뷰에서 러시아에서 일어난 국가 차원의 도핑 프로그램을 폭로하면서 화제가 되었다. 롯첸코프는 2014년 소치 동계 올림픽에서 수십 명에 달하는 러시아의 선수들에게 제공한 금지 약물 성분이 들어간 칵테일을 개발했다고 밝혔다. 세계 반도핑 기구는 독립적인 조사를 통해 공개된 매클래런 보고서에서 롯첸코프의 주장이 사실임을 입증했고 이로 인해 러시아는 2016년 리우데자네이루 하계 올림픽과 2018년 평창 동계 올림픽에서 부분적인 금지를 당했다. 롯첸코프는 폭로가 공개된 이후에 러시아 정부로부터 신변 위협을 받게 되자 미국에서 증인 보호 절차를 받으며 은신했다.
롯첸코프는 제90회 아카데미상 시상식에서 아카데미 장편 다큐멘터리상을 수상한 2017년 넷플릭스 다큐멘터리 영화 《이카루스》의 소재가 되었다.

## 생애
롯첸코프는 1958년 10월 24일에 모스크바에서 태어났으며 그의 어머니는 크레밀 병원(현재의 중앙 임상 병원)에서 의사로 일했다. 그는 모스크바 대학교에서 화학 역학과 촉매학을 전공한 다음에 화학 박사 학위를 받았다. 또한 모스크바 대학교 육상 대표로 참가하여 마스터 자격을 취득하기도 했다.
롯첸코프는 1985년부터 모스크바 반도핑 센터에서 근무했고 1986년에 소련 모스크바에서 열린 굿윌 게임에서 벤 존슨을 포함한 14개의 도핑 양성 샘플을 공동 발견했다. 그러나 소련의 스포츠와 공산당 지도부는 1984년 로스앤젤레스 하계 올림픽 보이콧 이후에 모스크바에서 처음 열린 선수 회의를 망치고 싶지 않았기 때문에 발표는 이루어지지 않았다. 1994년에 러시아 인터랩으로 자리를 옮긴 다음에 한동안 여러 석유 화학 회사에서 근무했다.
롯첸코프는 1998년에 캐나다 캘거리 반도핑 센터에 합류했고 2006년 7월부터 2015년 11월까지 세계 반도핑 기구가 인정한 러시아의 유일한 반도핑 실험실인 모스크바 반도핑 연구소의 소장으로 근무했다.

### 2011년 도핑 조사
2011년에 러시아 당국은 롯첸코프의 여동생인 마리나 롯첸코바가 선수들에게 공급하려고 했다고 인정한 금지 약물을 구입해 소지한 혐의로 수사를 개시했다. 롯첸코프도 이 조사와 관련하여 체포되었는데 금지된 약물을 대외구매하고 판매한 혐의로 심문을 받았다. 그에 대한 혐의는 결국 취하되었지만 롯첸코프의 여동생은 유죄 판결을 받고 2012년 12월에 수감되었다.
롯첸코프는 사건 당시에 러시아 반도핑 연구소의 소장이었다. 2013년 6월부터 7월 사이에 영국의 언론인인 닉 해리스가 국제 올림픽 위원회(IOC)와 세계 반도핑 기구(WADA)에 약물 범죄 사건과 롯첸코프의 연루 의혹을 알려왔지만 이 정보는 묵살된 것으로 보인다. 롯첸코프는 러시아 당국이 2014년 소치 동계 올림픽에서 러시아 선수들에게 약물을 사용하도록 지시했기 때문에 2012년에 수감되지 않았다고 주장한다.

### 2014년 이후의 도핑 스캔들
2015년에 열린 세계 반도핑 기구 산하 독립위원회에서 롯첸코프에 대한 수많은 비난이 쏟아졌다. 독립위원회는 "롯첸코프가 선수들에게 양성 검사 결과를 숨기는 것을 수락했을 뿐만 아니라 돈을 요구했다. 또한 롯첸코프는 세계 반도핑 기구 감사 팀이 모스크바에 도착하기 전에 1,417개의 샘플에 대한 처리를 직접 지시하고 승인했다."고 밝혔다. 세계 반도핑 기구 감사 팀은 "롯첸코프는 세계 반도핑 기구의 지침을 직접적으로 위반했다. 또한 샘플의 존재를 보여주는 모든 기록과 그 결과로 나타난 분석에 대한 모든 문서들을 파기하라고 지시했다."고 지적했다. 롯첸코프는 나중에 세계 반도핑 기구의 감사 범위를 제한하기 위해 일부러 샘플을 파괴했다고 시인했다. 독립위원회의 보고서는 롯첸코프가 "약물 양성 검사 은폐의 핵심"이라고 결론지었다.
독립위원회의 보고서 발표 직후에 세계 반도핑 기구는 2006년 이후부터 롯첸코프를 소장으로 하는 모스크바 반도핑 연구소의 자격을 정지시켰다. 롯첸코프는 2016년 1월에 신변 안전을 우려하여 모스크바에서 로스앤젤레스로 가는 비행기에 탑승하여 현재 증인 보호 프로그램에 참여하고 있는 미국에 정착하였다. 러시아의 반도핑 간부였던 뱌체슬라프 시니예프, 롯첸코프의 친구였던 니키타 카마예프는 러시아의 도핑 스캔들이 시작된 지 몇 달 만에 갑자기 사망했다.
롯첸코프는 또다른 내부고발자인 비탈리 스테파노프와 함께 올림픽 도핑에 대해 논의했는데 스테파노프는 자신도 모르는 사이에 15시간의 대화를 기록했다. 롯첸코프는 또한 러시아 연방보안국(FSB)이 도핑 양성 샘플을 은폐하는데 관여했다고 주장하면서 미국 《뉴욕 타임스》에 자세한 내용을 전했다. 2016년 7월 18일에는 세계 반도핑 기구가 의뢰한 독립 조사를 통해 공개된 매클래런 보고서(McLaren Report)는 목격자의 증언, 수천 건의 문서 검토, 하드 드라이브의 사이버 분석, 소변 샘플 채취 병의 법의학적 분석, 개별 운동 선수 샘플의 실험실 분석 등을 거친 이후에 하루 안에 이용할 수 있을 정도로 보다 많은 확증적 증거를 발견했다. 매클래런 보고서는 "모스크바 반도핑 연구소가 국가의 감독 및 통제 하에 운영되었다. 인력은 러시아 선수들이 도핑 물질 사용에 관여하면서 경기를 할 수 있도록 국가가 지시한 시스템의 일부가 되어야 했다."고 지적했다.
2016년 12월 9일에는 캐나다 출신의 리처드 매클래런 법학 교수가 2번째 독립 조사 보고서를 공개했다. 조사 결과에 따르면 2011년부터 2015년까지 각종 종목(여름·겨울·패럴림픽 스포츠 등)에서 러시아 선수 1,000여 명이 도핑의 은폐를 통한 혜택을 본 것으로 나타났다. 이메일에는 자신도 모르는 사이에 약물을 투약했을 가능성이 있는 5명의 시각 장애인 파워리프팅 선수와 15세 선수 1명이 포함되어 있다고 나와 있다.
롯첸코프가 제공한 증거를 요약한 바에 따르면 도핑 계획의 핵심 양상은 소위 "소치 귀부인 명단"을 만들고 사용하는 것이었다. 이 명단에는 37명의 러시아 선수들의 이름이 적혀 있었다. 선수들은 올림픽 기간 동안에 금지 약물인 옥산드롤론, 메탄올, 트렌볼론을 섞은 칵테일을 사용할 수 있도록 허가받았기 때문에 선수들의 샘플을 교환해야 했다. 러시아 올림픽 위원회는 귀부인 명단이 잠재적인 메달리스트를 가려내기 위해 2014년 소치 동계 올림픽을 앞두고 준비된 대회 일정에 불과하다고 주장한다.
그러나 세계 반도핑 기구의 조사에 따르면 러시아 반도핑 기구는 2014년 소치 동계 올림픽에 참가한 러시아 국가대표팀 선수들의 도핑 행위가 발각될 것을 대비하여 연구소에서 선수들의 깨끗한 소변 샘플을 미리 보관했는데 소치에 있던 러시아 연방보안국 사령부 요원들은 경기 직전에 선수들에게 금지 약물 성분과 술을 섞은 "귀부인 칵테일"을 마시도록 명령했다고 한다. 그런 다음에 배관공으로 위장한 연방보안국 요원들이 러시아 반도핑 기구 연구소에 잠입해서 벽에 구멍을 낸 다음에 금지 약물 성분이 들어간 소변 샘플을 깨끗한 샘플로 바꿔치기하는 수법을 사용했다. 2016년 5월에 미국 《뉴욕 타임스》가 보도한 기사에 따르면 롯첸코프는 2014년 소치 동계 올림픽에서 메달을 획득한 러시아의 선수들 가운데 최소 15명이 러시아 정부가 개입한 도핑 스캔들에 연루된 사실을 폭로했다고 전했다.
국제 올림픽 위원회(IOC)에 따르면 그의 증언에서 사소한 불일치는 중요하지 않은 것으로 여겨졌다. 예를 들어 그가 개발한 귀부인 칵테일은 처음에는 트렌볼론, 옥산드롤론, 메타스테론의 혼합물로 기술되었지만 이후에는 메타스테론이 아닌 메테놀론이 포함된 것으로 기술되었다. 롯첸코프는 원본에 있던 "메타스테론"이라는 단어는 "철자상의 오류"라고 말했다.
롯첸코프는 개인적으로 귀부인 칵테일을 배포한 적도 없고 운동 선수에게 혼합물이나 약물을 복용하라고 코치에게 지시한 적도 없으며 선수가 깨끗한 소변 샘플을 주거나 도핑 샘플을 조작한 적도 없다고 말했다. 롯첸코프는 "(a) 직접 병을 열거나 마개를 푸는 것을 관찰한 적이 없으며 (b) 병을 여는 데 사용되는 '정확한 방법'을 알지 못했지만 (c) 치과 도구를 닮은 기구들이 있는 테이블을 본 적이 있다."고 말했다.

## 반응
블라디미르 푸틴 러시아 대통령은 2014년 소치 동계 올림픽의 성공 개최에 기여한 공로를 인정하여 롯첸코프에게 우애훈장을 수여했다. 하지만 푸틴은 2016년에 러시아의 도핑 의혹이 널리 보도되자 롯첸코프를 "추문적인 명성을 가진 사람"이라고 불렀다.
매클래런 보고서는 롯첸코프가 도핑 양성 반응을 은폐하기 위해 선수들로부터 돈을 갈취하려는 음모에 필수적인 요소라고 밝혔다. 또한 조사 대상과 관련하여 롯첸코프가 진실하다는 것을 발견했다.
2017년 11월에는 국제 올림픽 위원회 위원들이 "그의 동기가 무엇이든, 과거에 저질렀을지도 모르는 어떤 잘못을 저질렀든지 간에, 롯첸코프는 자신이 관리했던 은폐 계획에 대한 설명을 할 때 진실을 말하고 있었다."고 결론을 내렸다.
국제 올림픽 위원회는 2017년 12월 5일에 공개된 성명을 통해 러시아가 2018년 평창 동계 올림픽에서 중립 선수단을 상징하는 기를 들고 러시아 출신 선수단으로 출전할 것이라고 발표했다. 이 발표가 나간 이후에 롯첸코프를 변호했던 미국의 변호사인 짐 월든은 "어떤 국가도 국가가 후원하는 부정 행위를 용납하지 않을 것"이라는 강력한 메시지를 통해 국제 올림픽 위원회의 결정에 박수를 보내는 성명을 발표했다. 매클래런 보고서에 제시된 내용에도 불구하고 러시아는 2018년 동계 올림픽이 끝난 이후에 국제 올림픽 위원회에 의해 복권되었다.
롯첸코프는 브라이언 포겔 감독의 2017년 넷플릭스 다큐멘터리 영화 《이카루스》에 출연했다. 롯첸코프는 이카루스에서 러시아의 선수들이 올림픽 경기에서 도핑 테스트를 이기도록 돕기 위한 음모에 연루된 것으로 묘사하고 있다. 이카루스는 2018년 3월 4일에 아카데미 다큐멘터리 장편상을 수상했다.